# Клітій
Клі́тій (грец. Κλυτίος) — у давньогрецькій міфології — один із гігантів.